# Біла Баба
Біла Баба (біл. Белая Баба) — персонаж білоруської міфології, злий дух та демон, що живе в аду й з'являється тільки в момент самої смерті, або незадовго до неї, віщуючи про швидку загибель. Біла Баба є втіленням смерті та катастрофи.

## Опис
Біла Баба це злий дух та демон, що живе в аду. Найчастіше постає у вигляді молодої довгоногої і дуже гарної жінки, в білому, ніби весільному вбранні. Вона з'являється перед людьми, а часом, і перед іншими живими істотами, в момент їх загибелі, або незадовго до неї. Після цього вона відкидає вуаль і показує їм своє справжнє обличчя — обличчя жахливої мертвої старої. Є єдиний спосіб уникнути зустрічі з Білої Бабою, або хоча б відстрочити його — необхідно під ґанок будинку закапати голову кобили, а також повісити косу на ворота, або на верхній одвірок й прибивити до порога хати підкову, лише тоді з'явиться можливість того, що якийсь час вона не прийде за вами.